# غاري جونز (لاعب كرة قدم مواليد 1969)
غاري جونز (بالإنجليزية: Gary Jones)‏ هو لاعب كرة قدم بريطاني في مركز الهجوم، ولد في 6 أبريل 1969 في هدرسفيلد في المملكة المتحدة. لعب مع سكونثورب يونايتد ونادي بوسطن يونايتد ونادي دونكاستر روفرز ونادي ساوثيند يونايتد ونادي كيترينغ تاون ونادي لينكولن سيتي ونادي هارتلبول يونايتد ونادي هاليفاكس تاون ونوتس كاونتي.

## وصلات خارجية
- غاري جونز على موقع قاعدة بيانات كرة القدم.إي يو (الإنجليزية)
- غاري جونز على موقع Soccerbase.com (لاعب) (الإنجليزية)
- غاري جونز على موقع عالم كرة القدم.نت (الإنجليزية)